# Arachnophaga opaca
Arachnophaga opaca är en stekelart som beskrevs av Charles Joseph Gahan 1943. Arachnophaga opaca ingår i släktet Arachnophaga och familjen hoppglanssteklar.
Artens utbredningsområde är Panama. Inga underarter finns listade.